# تييري فنسنت
تييري فنسنت (بالفرنسية: Thierry Vincent)‏ (و. 1960  م) هو لاعب كرة يد، من فرنسا.